# Ombracolo
L'ombracolo, generalmente inteso come luogo ombroso, è un edificio destinato alla botanica per la conservazione di specie vegetali autoctone dei paesi tropicali e sud tropicali, in paesi diversi da questo clima.
La configurazione architettonica classica dell'ombracolo è articolata da una navata longitudinale dove le pareti e la copertura sono realizzate in listelli discontinui, generalmente in legno ma attualmente anche in metallo o in fibra sintetica, collegati ai telai della struttura portante principale. La forma generalmente usata è quella di una volta a botte avente il piano d'imposta a livello del pavimento, composta da costoloni trasversali principali collegati dai listelli. Questa forma è ideale per questo tipo di ambiente, dove le pareti e il tetto hanno l'unica funzione uniforme di ombreggiare l'interno, anche se sono presenti ombracoli con forme diverse, come la Estufa Fria (La serra fredda) a Lisbona, dentro del parco Eduardo VII, che si sviluppa in estensione.

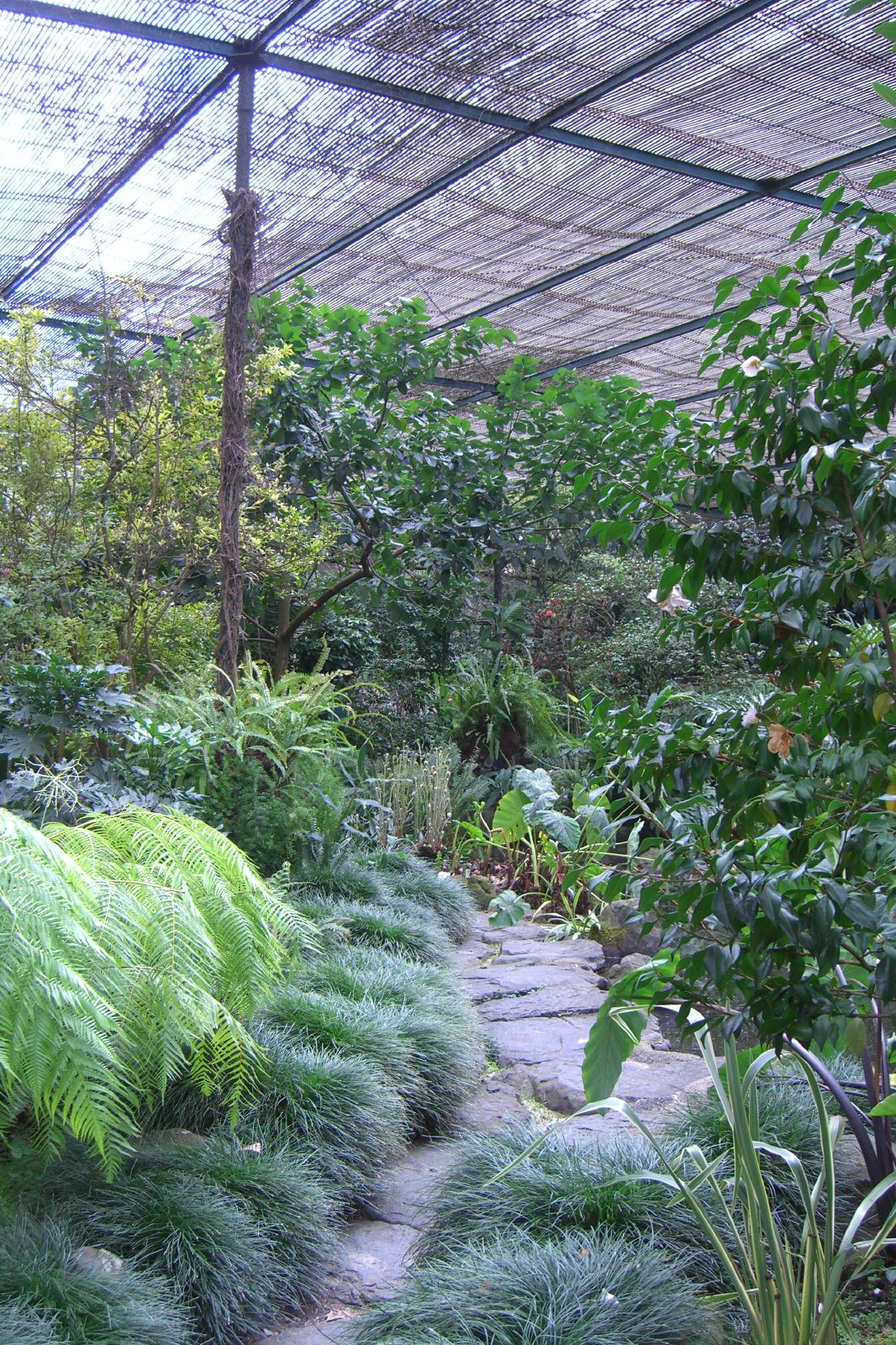
Estufa Fria, Lisbona.

Questo tipo di costruzione permette di ricreare un habitat simile a quello delle foreste tropicali, dove la vegetazione che si trova più in basso è costantemente ombreggiata da quella più alta, che a sua volta fa filtrare la luce diretta del sole in materia discontinua. Funzione secondaria ma indispensabile è quella di mitigare, dalla pioggia e dal vento, la vegetazione presente al suo interno.

## Esempi
Gli esempi più famosi di questa tipologia di costruzione, sono stati realizzati a cavallo degli inizi del XX secolo, con l'avvento delle Esposizioni universali ed una crescente volontà sociale di arricchire le città in rapida urbanizzazione, di vegetazione e nuovi edifici destinati alla cultura.
L'ombracolo viene così a trovarsi spesso affiancato da altre costruzioni simili nel suo genere, come la serra, il giardino botanico, l'uccelleria e alcuni musei propri di luoghi destinati alla cultura negli spazi aperti, ad esempio i musei di scienze naturali e di mineralogia.
Uno degli esempi più noti è il Botanical Building del Balboa Park di San Diego costruito per l'Esposizione del 1915 e uno dei più grandi al mondo del suo genere.

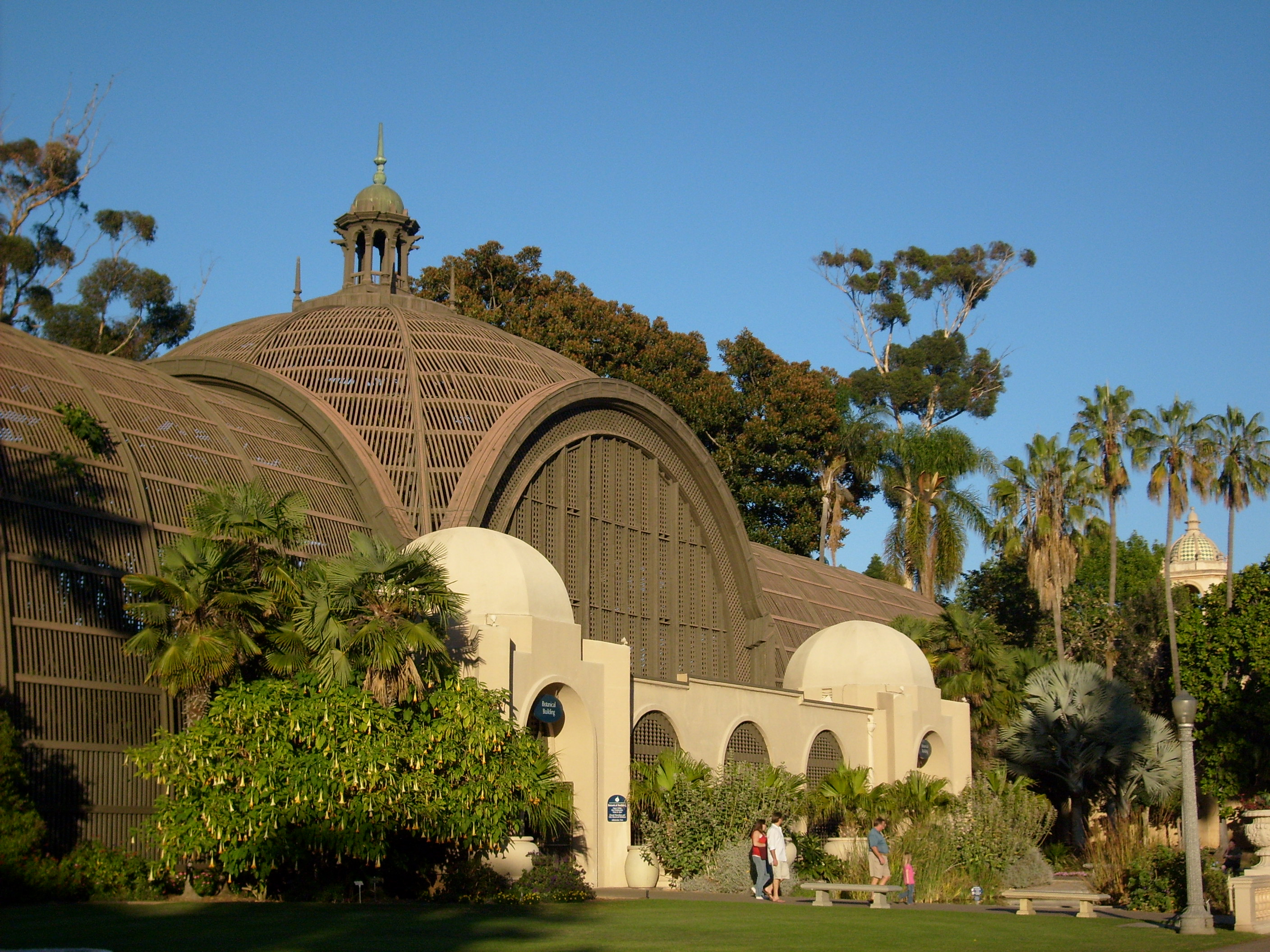
Botanical Gardens building, Balboa Park, San Diego.

In Spagna sono presenti diversi esempi di ombracoli, forse dovuto alla vicinanza del proprio clima con quella delle piante tropicali. A Barcellona, lungo il lato ovest del Parco della Cittadella, c'è un ombracolo progettato nel 1883 da Josep Fontserè i Mestre per l'Esposizione universale del 1888. A Valencia c'è sia un ombracolo classico risalente al 1900 dentro il complesso del giardino botanico, che una struttura moderna, l'Umbracle, all'interno della Ciutat de les Arts i les Ciències realizzata dall'architetto valenciano Santiago Calatrava. A Madrid, lungo il Parque Lineal del Manzanares, con una struttura dalle forme più moderne, c'è un piccolo ombracolo realizzato dallo studio di architettura di Ricardo Bofill. A Siviglia, nel Giardino delle Americhe, si sviluppa un ombracolo di circa 1700 m², realizzato per la Esposizione Universale del 1992.

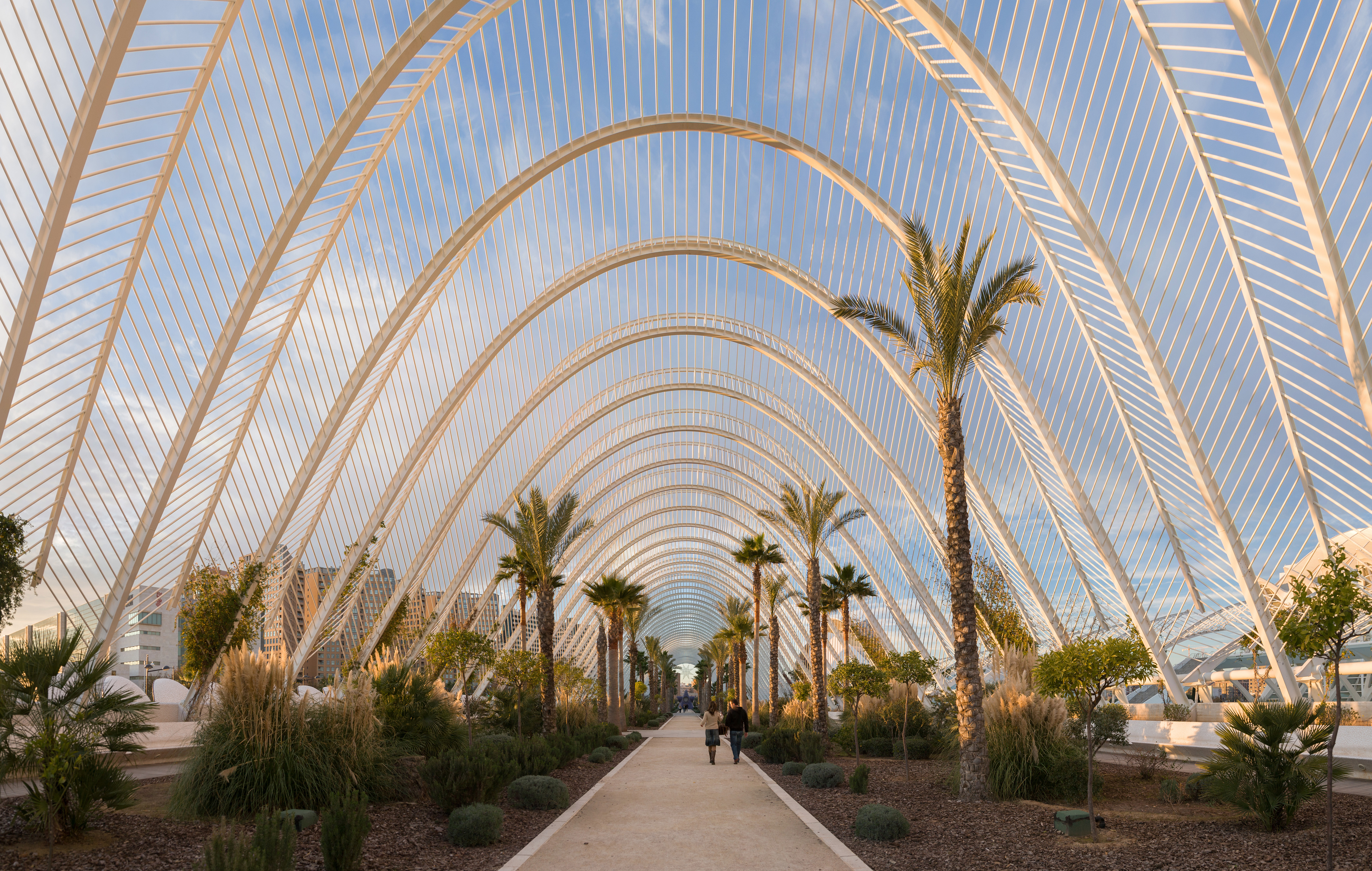
L'Umbracle, Città delle arti e delle scienze, Valencia.